# Ex-libris (bande dessinée)
Pour les articles homonymes, voir ex-libris (homonymie).
 (septembre 2010).
Si vous disposez d'ouvrages ou d'articles de référence ou si vous connaissez des sites web de qualité traitant du thème abordé ici, merci de compléter l'article en donnant les références utiles à sa vérifiabilité et en les liant à la section « Notes et références ».
L'ex-libris ou exlibris est une image imprimée, offerte par un libraire pour l'achat d'un album de bande dessinée et souvent, numérotée et signée, par son auteur. 
Cet usage du terme, propre à la bande dessinée, a été lancé par la librairie Schlirf Book en Belgique : il s'agit littéralement d'une estampe, d'une image « tirée à part », reprenant ou non un motif de l'ouvrage et à considérer hors-texte.

### Documentation
- Vincent Éjarque, « Ex-libris : Ex-bonne idée ? », DBD, no 25,‎ février 2004, p. 80-86.